# Ponte di Ferro (Sant'Anastasia)
Ponte di Ferro è una frazione di circa 1 000 abitanti del comune di Sant'Anastasia, nella città metropolitana di Napoli.

## Geografia fisica
L'abitato si sviluppa sulla SP9 Sant'Anastasia-Pomigliano d'Arco che prende il nome via Provinciale Pomigliano, data l'importanza strategica la località ospita numerose attività terziarie nonché alcune attività commerciale dedite alla distribuzione alimentare. Esso sorge vicino all'exclave Cutinelli.

## Toponimo
Il nome è dovuto alla presenza di un ponticello di ferro (ve n'è qualche altro ancora in disuso in zona) che attraversa uno dei Lagni, quello dello Spirito Santo, vere e proprie opere di canalizzazione idraulica che aiutano a far defluire a valle le acque pluviali, di dilavamento e scorrimento, nonché di accumulo, che dai circa 1000 metri di altezza confluiscono a valle, lungo i calanchi del complesso Monte Somma - Vesuvio, e in 6-7 chilometri raggiungerebbero la pianura con tale irruenza e accelerazione da distruggere sistematicamente colture e casamenti, com'è avvenuto in passato, ove non fossero così canalizzate e fatte affluire ai Regi Lagni con estuo finale nel mare Tirreno.

## Trasporti e viabilità
La frazione, attraversata da sud a nord dalla SP9, è a metà strada tra la Strada statale 268 del Vesuvio (uscita "Sant'Anastasia") e la Strada Statale 162 dir (uscita "Sant'Anastasia-Paesi Vesuviani"). A poca distanza c'è l'A16 (casello di Pomigliano d'Arco). I trasporti vedono la compresenza degli autobus e delle linee urbane del comune di Sant'Anastasia. La stazione di Sant'Anastasia è lo scalo ferroviario più vicino (circa 2 km).